# Dao động điều hòa
Trong cơ học cổ điển, một dao động điều hoà là một hệ mà khi bị chuyển dời khỏi vị trí cân bằng, thì chịu tác dụng của lực kéo về F tỉ lệ thuận với li độ x:
{\displaystyle {\vec {F}}=-k{\vec {x}},}
với k là một hằng số dương.
Nếu F là lực duy nhất tác dụng lên hệ thì hệ này được gọi là một dao động điều hoà đơn giản, và chịu ảnh hưởng của chuyển động điều hoà đơn giản: dao động hình sin xung quanh vị trí cân bằng, với một biên độ không thay đổi và một tần số không thay đổi (không phụ thuộc vào biên độ).
Nếu một lực ma sát tỉ lệ thuận với vận tốc cũng có mặt ở đó, dao động điều hoà được gọi là dao động tắt dần. Tuỳ vào hệ số ma sát, hệ này có thể:
- Dao động với một tần số nhỏ hơn so với trường hợp không tắt dần, và một biên độ giảm dần theo thời gian (dao đông tắt dần chậm).
- Trở về vị trí cân bằng mà không dao động (dao động tắt dần).

## Dao động điều hoà đơn giản
Một dao động điều hoà đơn giản là một dao động không tắt dần và cũng không cưỡng bức. Nó gồm có một khối lượng m, chịu tác dụng của một lực F  kéo khối lượng theo hướng của điểm x = 0 và chỉ phụ thuộc vào vị trí x của khối lượng đó và một hằng số k. Cân bằng các lực (định luật II Newton) của hệ là:
{\displaystyle F=ma=m{\frac {\mathrm {d} ^{2}x}{\mathrm {d} t^{2}}}=m{\ddot {x}}=-kx.}
Sau khi giải phương trình vi phân này, tìm được phương trình của dao động điều hoà:
{\displaystyle x(t)=A\cos(\omega t+\varphi ),}
với {\displaystyle \omega } là tần số góc:
{\displaystyle \omega ={\sqrt {\frac {k}{m}}}.}
Thế năng của một dao động điều hoà đơn giản tại vị trí x là
{\displaystyle W_{t}={\frac {1}{2}}kx^{2}.}

## Ví dụ

### Con lắc đơn

Một con lắc đơn thể hiện gần đúng chuyển động điều hoà đơn giản dưới điều kiện là không tắt dần và biên độ góc nhỏ.

Giả sử dao động không tắt dần, phương trình vi phân của một con lắc đơn có độ dài {\displaystyle l}, với {\displaystyle g} là gia tốc trọng trường cục bộ, là
{\displaystyle {\frac {d^{2}\theta }{dt^{2}}}+{\frac {g}{l}}\sin \theta =0.}
Nếu li độ cực đại của con lắc mà nhỏ, có thể coi {\displaystyle \sin \theta \approx \theta } và thay vào đó xét phương trình sau:
{\displaystyle {\frac {d^{2}\theta }{dt^{2}}}+{\frac {g}{l}}\theta =0.}
Nghiệm chung cho phương trình vi phân này là
{\displaystyle \theta (t)=A\cos \left({\sqrt {\frac {g}{l}}}t+\varphi \right),}
với {\displaystyle A} và {\displaystyle \varphi } là các hằng số phụ thuộc vào các điều kiện ban đầu. Sử dụng điều kiện ban đầu {\displaystyle \theta (0)=\theta _{0}} và {\displaystyle {\dot {\theta }}(0)=0}, nghiệm này được cho bởi
{\displaystyle \theta (t)=\theta _{0}\cos \left({\sqrt {\frac {g}{l}}}t\right),}
với {\displaystyle \theta _{0}} là góc lớn nhất mà con lắc có thể đạt tới (tức là, {\displaystyle \theta _{0}} là biên độ góc của con lắc). Chu kì, hay thời gian đẻ hoàn thành một dao động hoàn toàn, được cho bởi công thức
{\displaystyle \tau =2\pi {\sqrt {\frac {l}{g}}}={\frac {2\pi }{\omega }},}
khá tốt khi được dùng để tỉnh xấp xỉ chu kì thực sự khi {\displaystyle \theta _{0}} nhỏ. Lưu ý rằng giá trị xấp xỉ chu kì {\displaystyle \tau } không phụ thuộc vào biên độ góc {\displaystyle \theta _{0}}.

## Định nghĩa các kí hiệu
| Kí hiệu                     | Định nghĩa                               | Thứ nguyên                              | Đơn vị SI |
| --------------------------- | ---------------------------------------- | --------------------------------------- | --------- |
| {\displaystyle a}           | Gia tốc của khối lượng                   | {\displaystyle \mathbf {LT^{-2}} }      | m/s2      |
| {\displaystyle A}           | Biên độ dao động                         | {\displaystyle \mathbf {L} }            | m         |
| {\displaystyle c}           | Hệ số tắt dần nhớt                       | {\displaystyle \mathbf {MT^{-1}} }      | N·s/m     |
| {\displaystyle f}           | Tần số                                   | {\displaystyle \mathbf {T^{-1}} }       | Hz        |
| {\displaystyle F}           | Lực tác động                             | {\displaystyle \mathbf {MLT^{-2}} }     | N         |
| {\displaystyle g}           | Gia tốc trọng trường tại bề mặt Trái Đất | {\displaystyle \mathbf {LT^{-2}} }      | m/s2      |
| {\displaystyle i}           | Số ảo, {\displaystyle i^{2}=-1}          | —                                       | —         |
| {\displaystyle k}           | Hệ số lò xo (theo Định luật Hooke)       | {\displaystyle \mathbf {MT^{-2}} }      | N/m       |
| {\displaystyle m,M}         | Khối lượng                               | {\displaystyle \mathbf {M} }            | kg        |
| {\displaystyle Q}           | Quality factor                           | —                                       | —         |
| {\displaystyle T}           | Chu kì dao động                          | {\displaystyle \mathbf {T} }            | s         |
| {\displaystyle t}           | Thời gian                                | {\displaystyle \mathbf {T} }            | s         |
| {\displaystyle W_{t}}       | Thế năng của dao động                    | {\displaystyle \mathbf {ML^{2}T^{-2}} } | J         |
| {\displaystyle x}           | Li độ                                    | {\displaystyle \mathbf {L} }            | m         |
| {\displaystyle \zeta }      | Tốc độ tắt dần                           | —                                       | —         |
| {\displaystyle \varphi }    | Pha ban đầu                              | —                                       | rad       |
| {\displaystyle \omega }     | Tần số góc                               | {\displaystyle \mathbf {T^{-1}} }       | rad/s     |
| {\displaystyle \omega _{0}} | Tần số góc vang tự nhiên                 | {\displaystyle \mathbf {T^{-1}} }       | rad/s     |